# Бомарше (коммуна)
Бомарше́ (фр. Beaumarchés) — коммуна во Франции, находится в регионе Юг — Пиренеи. Департамент — Жер. Входит в состав кантона Плезанс. Округ коммуны — Миранд.
Код INSEE коммуны — 32036.

## География
Коммуна расположена приблизительно в 620 км к югу от Парижа, в 110 км западнее Тулузы, в 45 км к западу от Оша.
По территории коммуны протекают реки Аррос и Миду.

## Климат
Климат умеренно-океанический. Лето жаркое и немного дождливое, температура часто превышает 35 °С. Зимой часто бывает отрицательная температура и ночные заморозки. Годовое количество осадков — 700—900 мм.

## Население
Население коммуны на 2010 год составляло 682 человека.
| 1962 | 1968 | 1975 | 1982 | 1990 | 1999 | 2010 |
| ---- | ---- | ---- | ---- | ---- | ---- | ---- |
| 690  | 620  | 544  | 548  | 549  | 589  | 682  |

## Администрация
| Период | Период | Фамилия     | Партия                                                        | Примечания |
| ------ | ------ | ----------- | ------------------------------------------------------------- | ---------- |
| 1983   | 2020   | Жерар Касте | Гражданское движение → Республиканское и гражданское движение |            |

## Экономика
В 2010 году среди 416 человек трудоспособного возраста (15-64 лет) 293 были экономически активными, 123 — неактивными (показатель активности — 70,4 %, в 1999 году было 68,2 %). Из 293 активных жителей работали 263 человека (137 мужчин и 126 женщин), безработных было 30 (17 мужчин и 13 женщин). Среди 123 неактивных 45 человек были учениками или студентами, 34 — пенсионерами, 44 были неактивными по другим причинам.

## Достопримечательности
- Церковь Нотр-Дам в готическом стиле (XIV век). Исторический памятник с 1926 года[4]

## Фотогалерея
- Церковь Нотр-Дам
- Карта коммуны